# Alžběta Kumánka
Alžběta Kumánka či Alžběta Uherská (snad 1255 – 1322 nebo 1323) byla dcera uherského krále Štěpána V. a jeho kumánské choti Alžběty a třetí manželka Záviše z Falkenštejna.

## Život
Alžběta v letech 1259–1260, ještě jako dívka vstoupila do dominikánského kláštera Panny Marie na Zaječím ostrově.
Po smrti Kunhuty Uherské si Alžbětu za manželku vybral otčím českého krále Záviš z Falkenštejna. V případě smrti Ladislava Kumána by ostatně synové jeho sester měli naději na uherský trůn. Ladislav se svatbou souhlasil. Do Uher si Záviš údajně měl pro nevěstu jet s velkou pompou (bohatstvím zděděným po Kunhutě), ovšem po cestě jej přepadl Hynek z Lichtenburka a Alžběta svatební dary dostala až na jaře 1288. 4. května 1288 se Alžběta po odchodu z kláštera a se souhlasem královského bratra se stala paní z Falkenštejna.
Po svatbě se novomanželé uchýlili na Falkenštejnův hrad Svojanov, kde se jim někdy v prosinci 1288 narodil syn. Na křtiny chtěl Záviš pozvat nejen nevlastního syna Václava, ale také svého švagra uherského krále Ladislava. Udělal ovšem na vrcholu moci hrubou chybu už novým sňatkem a za měsíce své absence u dvora zřejmě ztratil důvěru svého krále. Václav si dle kronikáře vymínil, že mu otčím přijede naproti a pak společně pojedou na Svojanov na křtiny. Záviš nic zlého netuše byl na pražském královském dvoře přesilou zajat a uvězněn. Po Falkenštejnově uvěznění Alžběta i se synem opustila Svojanov a uchýlila se na královský dvůr své sestry Marie v Neapoli, kde je doložena v červenci roku 1300.
Falkenštejn byl 24. srpna 1290 sťat pod hradem Hluboká a Alžběta putovala zpět do kláštera.
Alžběta později při návštěvě u své sestry, sremské královny Kateřiny, začala milostný poměr se srbským králem Štěpánem Urošem II. Milutinem. Ten se následně rozvedl se svou první manželkou Helenou a oženil se s Alžbětou, to však bylo v rozporu s církevními nařízeními. Nemohli být uznáni za manžele, protože Alžbětina sestra Kateřina byla vdaná za Štěpánova bratra, jímž byl Štěpán Dragutin, a pravoslavná církev zakazuje manželství mezi švagry. Ani druhé Alžbětino manželství tak nevydrželo dlouho – v důsledku zvyšujícího se tlaku církve byl Štěpán donucen sňatek zrušit.
Alžběta Kumánka zemřela v roce 1313, snad v Neapoli, u dvora své další sestry Marie (tehdy neapolské královny-matky).

## Citát
| „                     | ...podivným rozhodnutím Boží pomsty v době jednoho měsíce padl král uherský zabit mečem, vévoda vratislavský zahynul byv otráven a Záviš, který dal příležitost k tém špatnosti, byv sťat skončil bídnou smrtí své dny. | “ |
| — Zbraslavská kronika | |   |